# ماوژوا
ماوژوا (به لاتین: Meizhou) یک شهر مرکزی در جمهوری خلق چین است که در گوانگ‌دونگ واقع شده‌است.

## خصوصیات
ماوژوا ۱۵٬۸۶۴٫۵۱ کیلومترمربع مساحت و ۴٬۳۲۸٬۴۶۱ نفر جمعیت دارد و ۹۶ متر بالاتر از سطح دریا واقع شده‌است.